# Giro d'Italia 1939
Il Giro d'Italia 1939, ventisettesima edizione della "Corsa Rosa", si svolse in diciassette tappe, dal 28 aprile al 18 maggio 1939, su un percorso di complessivi 3 011,4 km. La vittoria fu appannaggio dell'italiano Giovanni Valetti, il quale precedette i connazionali Gino Bartali e Mario Vicini.

## Tappe
| Tappa  | Data      | Percorso                               | km      | Vincitore di tappa | Leader cl. generale |
| ------ | --------- | -------------------------------------- | ------- | ------------------ | ------------------- |
| 1ª     | 28 aprile | Milano > Torino                        | 180     | Vasco Bergamaschi  | Vasco Bergamaschi   |
| 2ª     | 29 aprile | Torino > Genova                        | 226,7   | Gino Bartali       | Gino Bartali        |
| 3ª     | 30 aprile | Genova > Pisa                          | 187     | Cino Cinelli       | Cino Cinelli        |
| 4ª     | 1º maggio | Pisa > Grosseto                        | 154     | Carmine Saponetti  | Cino Cinelli        |
| 5ª     | 2 maggio  | Grosseto > Roma                        | 222     | Olimpio Bizzi      | Cino Cinelli        |
|        | 3 maggio  | giorno di riposo                       |         |                    |                     |
| 6ª-1ª  | 4 maggio  | Roma > Rieti                           | 85,7    | Carmine Saponetti  | Cino Cinelli        |
| 6ª-2ª  | 4 maggio  | Rieti > Terminillo (cron. individuale) | 14      | Giovanni Valetti   | Cino Cinelli        |
| 7ª     | 5 maggio  | Rieti > Pescara                        | 191,3   | Adolfo Leoni       | Cino Cinelli        |
| 8ª     | 6 maggio  | Pescara > Senigallia                   | 177     | Diego Marabelli    | Cino Cinelli        |
| 9ª-1ª  | 7 maggio  | Senigallia > Forlì                     | 116,5   | Glauco Servadei    | Secondo Magni       |
| 9ª-2ª  | 7 maggio  | Forlì > Firenze                        | 106,6   | Gino Bartali       | Giovanni Valetti    |
|        | 8 maggio  | giorno di riposo                       |         |                    |                     |
| 10ª    | 9 maggio  | Firenze > Bologna                      | 120     | Olimpio Bizzi      | Giovanni Valetti    |
| 11ª    | 10 maggio | Bologna > Venezia                      | 231,8   | Pietro Chiappini   | Giovanni Valetti    |
| 12ª    | 11 maggio | Venezia > Trieste                      | 173,8   | Giordano Cottur    | Giovanni Valetti    |
|        | 12 maggio | giorno di riposo                       |         |                    |                     |
| 13ª    | 13 maggio | Trieste > Gorizia (cron. individuale)  | 39,8    | Giovanni Valetti   | Giovanni Valetti    |
| 14ª    | 14 maggio | Gorizia > Cortina d'Ampezzo            | 195     | Secondo Magni      | Giovanni Valetti    |
| 15ª    | 15 maggio | Cortina d'Ampezzo > Trento             | 256,2   | Gino Bartali       | Gino Bartali        |
|        | 16 maggio | giorno di riposo                       |         |                    |                     |
| 16ª    | 17 maggio | Trento > Sondrio                       | 166     | Giovanni Valetti   | Giovanni Valetti    |
| 17ª    | 18 maggio | Sondrio > Milano                       | 168     | Gino Bartali       | Giovanni Valetti    |
| Totale | Totale    | Totale                                 | 3 011,4 |                    |                     |

## Squadre e corridori partecipanti
Partecipano alla corsa otto squadre professionistiche da sette ciclisti l'una e sette "gruppi" di liberi da cinque ciclisti l'uno (eccetto US Azzini che ne iscrisse solo quattro), per un totale di 90 ciclisti iscritti, di cui 89 effettivi partenti.
| N.    | Cod. | Squadra |
| ----- | ---- | ------- |
| 1-7   | LEG  | Legnano |
| 8-14  | FRE  | Fréjus  |
| 15-21 | BEL  | Belgio  |
| 22-28 | LYG  | Lygie   |
| 29-35 | BIA  | Bianchi |
| 36-42 | OLY  | Olympia |
| 43-49 | GLO  | Gloria  |
| 50-56 | GAN  | Ganna   |

| N.    | Cod. | Squadra            |
| ----- | ---- | ------------------ |
| 61-65 | LIT  | Il Littoriale      |
| 66-70 | MAN  | La Voce di Mantova |
| 71-75 | MOD  | UC Modenese        |
| 76-80 | DOP  | Dopolavoro di Novi |
| 81-85 | AZZ  | US Azzini          |
| 86-90 | VIG  | SC Vigor           |
| 91-95 | GEN  | SS Genova 1913     |

## Dettagli delle tappe

### 1ª tappa
- 28 aprile: Milano > Torino – 180 km

Risultati
| Pos. | Corridore         | Squadra | Tempo    |
| ---- | ----------------- | ------- | -------- |
| 1    | Vasco Bergamaschi | Bianchi | 4h46'00" |
| 2    | Secondo Magni     | Legnano | s.t.     |
| 3    | Adolfo Leoni      | Bianchi | a 2'00"  |

### 2ª tappa
- 29 aprile: Torino > Genova – 226,7 km

Risultati
| Pos. | Corridore    | Squadra | Tempo    |
| ---- | ------------ | ------- | -------- |
| 1    | Gino Bartali | Legnano | 6h29'01" |
| 2    | Cino Cinelli | Fréjus  | s.t.     |
| 3    | Mario Vicini | Lygie   | s.t.     |

### 3ª tappa
- 30 aprile: Genova > Pisa – 187 km

Risultati
| Pos. | Corridore    | Squadra | Tempo    |
| ---- | ------------ | ------- | -------- |
| 1    | Cino Cinelli | Fréjus  | 5h22'20" |
| 2    | Adolfo Leoni | Bianchi | s.t.     |
| 3    | Mario Vicini | Lygie   | s.t.     |

### 4ª tappa
- 1º maggio: Pisa > Grosseto – 154 km

Risultati
| Pos. | Corridore         | Squadra       | Tempo    |
| ---- | ----------------- | ------------- | -------- |
| 1    | Carmine Saponetti | V. di Mantova | 4h09'26" |
| 2    | Ruggero Moro      | SC Vigor      | s.t.     |
| 3    | Giordano Cottur   | Lygie         | s.t.     |

### 5ª tappa
- 2 maggio: Grosseto > Roma – 222 km

Risultati
| Pos. | Corridore       | Squadra | Tempo    |
| ---- | --------------- | ------- | -------- |
| 1    | Olimpio Bizzi   | Fréjus  | 6h55'40" |
| 2    | Adolfo Leoni    | Bianchi | s.t.     |
| 3    | Glauco Servadei | Ganna   | s.t.     |

### 6ª tappa-1ª semitappa
- 4 maggio: Roma > Rieti – 85,7 km

Risultati
| Pos. | Corridore         | Squadra       | Tempo    |
| ---- | ----------------- | ------------- | -------- |
| 1    | Carmine Saponetti | V. di Mantova | 2h12'02" |
| 2    | Adolfo Leoni      | Bianchi       | s.t.     |
| 3    | Ezio Cecchi       | Gloria        | s.t.     |

### 6ª tappa-2ª semitappa
- 4 maggio: Rieti > Terminillo – Cronometro individuale – 14 km

Risultati
| Pos. | Corridore        | Squadra | Tempo   |
| ---- | ---------------- | ------- | ------- |
| 1    | Giovanni Valetti | Fréjus  | 43'22"  |
| 2    | Gino Bartali     | Legnano | a 28"   |
| 3    | Michele Benente  | Olympia | a 1'38" |

### 7ª tappa
- 5 maggio: Rieti > Pescara – 191,3 km

Risultati
| Pos. | Corridore       | Squadra | Tempo    |
| ---- | --------------- | ------- | -------- |
| 1    | Adolfo Leoni    | Bianchi | 5h12'50" |
| 2    | Gino Bartali    | Legnano | s.t.     |
| 3    | Glauco Servadei | Ganna   | s.t.     |

### 8ª tappa
- 6 maggio: Pescara > Senigallia – 177 km

Risultati
| Pos. | Corridore       | Squadra | Tempo    |
| ---- | --------------- | ------- | -------- |
| 1    | Diego Marabelli | Bianchi | 4h36'20" |
| 2    | Bernardo Rogora | Gloria  | s.t.     |
| 3    | Walter Generati | Lygie   | s.t.     |

### 9ª tappa-1ª semitappa
- 7 maggio: Senigallia > Forlì – 116,5 km

Risultati
| Pos. | Corridore       | Squadra    | Tempo    |
| ---- | --------------- | ---------- | -------- |
| 1    | Glauco Servadei | Ganna      | 3h00'05" |
| 2    | Gino Bartali    | Legnano    | s.t.     |
| 3    | Ruggero Moro    | S.C. Vigor | s.t.     |

### 9ª tappa-2ª semitappa
- 7 maggio: Forlì > Firenze – 106,6 km

Risultati
| Pos. | Corridore     | Squadra | Tempo    |
| ---- | ------------- | ------- | -------- |
| 1    | Gino Bartali  | Legnano | 3h05'30" |
| 2    | Cino Cinelli  | Fréjus  | s.t.     |
| 3    | Olimpio Bizzi | Fréjus  | s.t.     |

### 10ª tappa
- 9 maggio: Firenze > Bologna – 120 km

Risultati
| Pos. | Corridore         | Squadra | Tempo    |
| ---- | ----------------- | ------- | -------- |
| 1    | Olimpio Bizzi     | Fréjus  | 3h20'25" |
| 2    | Gino Bartali      | Legnano | s.t.     |
| 3    | Severino Canavesi | Gloria  | s.t.     |

### 11ª tappa
- 10 maggio: Bologna > Venezia – 231,8 km

Risultati
| Pos. | Corridore        | Squadra       | Tempo    |
| ---- | ---------------- | ------------- | -------- |
| 1    | Pietro Chiappini | Il Littoriale | 6h41'50" |
| 2    | Raffaele Di Paco | Dopolavoro    | s.t.     |
| 3    | Pietro Rimoldi   | Olympia       | s.t.     |

### 12ª tappa
- 11 maggio: Venezia > Trieste – 173,8 km

Risultati
| Pos. | Corridore       | Squadra | Tempo    |
| ---- | --------------- | ------- | -------- |
| 1    | Giordano Cottur | Lygie   | 4h50'35" |
| 2    | Marcel Claeys   | Belgio  | a 22"    |
| 3    | Michele Benente | Olympia | a 22"    |

### 13ª tappa
- 13 maggio: Trieste > Gorizia – Cronometro individuale – 39,8 km

Risultati
| Pos. | Corridore        | Squadra | Tempo  |
| ---- | ---------------- | ------- | ------ |
| 1    | Giovanni Valetti | Fréjus  | 56'12" |
| 2    | Olimpio Bizzi    | Fréjus  | a 52"  |
| 3    | Walter Generati  | Lygie   | a 57"  |

### 14ª tappa
- 14 maggio: Gorizia > Cortina d'Ampezzo – 195 km

Risultati
| Pos. | Corridore     | Squadra | Tempo    |
| ---- | ------------- | ------- | -------- |
| 1    | Secondo Magni | Fréjus  | 6h26'50" |
| 2    | Gino Bartali  | Legnano | s.t.     |
| 3    | Mario Vicini  | Lygie   | s.t.     |

### 15ª tappa
- 15 maggio: Cortina d'Ampezzo > Trento – 256,2 km

Risultati
| Pos. | Corridore         | Squadra | Tempo    |
| ---- | ----------------- | ------- | -------- |
| 1    | Gino Bartali      | Legnano | 8h16'02" |
| 2    | Mario Vicini      | Lygie   | s.t.     |
| 3    | Cesare Del Cancia | Ganna   | s.t.     |

### 16ª tappa
- 17 maggio: Trento > Sondrio – 166 km

Risultati
| Pos. | Corridore        | Squadra | Tempo    |
| ---- | ---------------- | ------- | -------- |
| 1    | Giovanni Valetti | Legnano | 5h27'44" |
| 2    | Olimpio Bizzi    | Fréjus  | a 5'32"  |
| 3    | Diego Marabelli  | Bianchi | s.t.     |

### 17ª tappa
- 18 maggio: Sondrio > Milano – 168 km

Risultati
| Pos. | Corridore        | Squadra   | Tempo    |
| ---- | ---------------- | --------- | -------- |
| 1    | Gino Bartali     | Legnano   | 5h03'50" |
| 2    | Salvatore Crippa | Ganna     | s.t.     |
| 3    | Fulvio Montini   | US Azzini | s.t.     |

## Evoluzione delle classifiche
| Stage              | Winner             | Classifica generale · | Classifica scalatori            | Classifica a squadre | Classifica a gruppi |
| ------------------ | ------------------ | --------------------- | ------------------------------- | -------------------- | ------------------- |
| 1                  | Vasco Bergamaschi  | Vasco Bergamaschi     | non assegnata                   | ?                    | S.C. Vigor          |
| 2                  | Gino Bartali       | Gino Bartali          | non assegnata                   | Legnano              | S.C. Vigor          |
| 3                  | Cino Cinelli       | Cino Cinelli          | non assegnata                   | ?                    | ?                   |
| 4                  | Carmine Saponetti  | Cino Cinelli          | non assegnata                   | Fréjus               | La Voce di Mantova  |
| 5                  | Olimpio Bizzi      | Cino Cinelli          | non assegnata                   | Fréjus               | La Voce di Mantova  |
| 6-1ª               | Carmine Saponetti  | Cino Cinelli          | non assegnata                   | Fréjus               | La Voce di Mantova  |
| 6-2ª               | Giovanni Valetti   | Cino Cinelli          | Giovanni Valetti                | Fréjus               | La Voce di Mantova  |
| 7                  | Adolfo Leoni       | Cino Cinelli          | Giovanni Valetti & Gino Bartali | Fréjus               | S.C. Vigor          |
| 8                  | Diego Marabelli    | Cino Cinelli          | Giovanni Valetti & Gino Bartali | Fréjus               | S.C. Vigor          |
| 9-1ª               | Glauco Servadei    | Secondo Magni         | Giovanni Valetti & Gino Bartali | Fréjus               | S.C. Vigor          |
| 9-2ª               | Gino Bartali       | Giovanni Valetti      | Enrico Mollo                    | Fréjus               | S.C. Vigor          |
| 10                 | Olimpio Bizzi      | Giovanni Valetti      | Enrico Mollo & Michele Benente  | Fréjus               | S.C. Vigor          |
| 11                 | Pietro Chiappini   | Giovanni Valetti      | Enrico Mollo & Michele Benente  | Fréjus               | S.C. Vigor          |
| 12                 | Giordano Cottur    | Giovanni Valetti      | Enrico Mollo & Michele Benente  | Fréjus               | S.C. Vigor          |
| 13                 | Giovanni Valetti   | Giovanni Valetti      | Enrico Mollo & Michele Benente  | Fréjus               | S.C. Vigor          |
| 14                 | Secondo Magni      | Giovanni Valetti      | Gino Bartali                    | Fréjus               | S.C. Vigor          |
| 15                 | Gino Bartali       | Gino Bartali          | Gino Bartali                    | Fréjus               | S.C. Vigor          |
| 16                 | Giovanni Valetti   | Giovanni Valetti      | Gino Bartali                    | Fréjus               | S.C. Vigor          |
| 17                 | Gino Bartali       | Giovanni Valetti      | Gino Bartali                    | Fréjus               | S.C. Vigor          |
| Classifiche finali | Classifiche finali | Giovanni Valetti      | Gino Bartali                    | Fréjus               | S.C. Vigor          |

## Classifiche finali

### Classifica generale - Maglia rosa
| Pos. | Corridore         | Squadra       | Tempo     |
| ---- | ----------------- | ------------- | --------- |
| 1    | Giovanni Valetti  | Fréjus        | 88h02'00" |
| 2    | Gino Bartali      | Legnano       | a 2'59"   |
| 3    | Mario Vicini      | Lygie         | a 5'07"   |
| 4    | Severino Canavesi | Gloria        | a 7'55"   |
| 5    | Settimio Simonini | Il Littoriale | a 16'40"  |
| 6    | Salvatore Crippa  | Ganna         | a 17'52"  |
| 7    | Giordano Cottur   | Lygie         | a 18'40"  |
| 8    | Cesare Del Cancia | Ganna         | a 24'34"  |
| 9    | Cino Cinelli      | Fréjus        | a 26'10"  |
| 10   | Bernardo Rogora   | Gloria        | a 27'40"  |

### Gran Premio della Montagna
| Pos. | Corridore         | Squadra       | Punti |
| ---- | ----------------- | ------------- | ----- |
| 1    | Gino Bartali      | Legnano       | 22    |
| 2    | Giovanni Valetti  | Fréjus        | 19    |
| 3    | Michele Benente   | Olympia       | 14    |
| 4    | Enrico Mollo      | Olympia       | 10    |
| 4    | Settimio Simonini | Il Littoriale | 10    |

### Classifica aggruppati - Maglia bianca
| Pos. | Corridore         | Gruppo        | Tempo      |
| ---- | ----------------- | ------------- | ---------- |
| 1    | Settimio Simonini | Il Littoriale | 88h18'40"  |
| 2    | Adalino Mealli    | S.C. Vigor    | a 51'32"   |
| 3    | Bruno Pasquini    | V. Mantova    | a 1h09'31" |
| 4    | Spirito Godio     | S.C. Vigor    | a 1h15'39" |
| 5    | Primo Zuccotti    | Dopolavoro    | a 2h02'49" |

### Classifica a squadre
| Pos. | Squadra | Tempo      |
| ---- | ------- | ---------- |
| 1    | Fréjus  | 265h00'13" |
| 2    | Ganna   | a 27'53"   |
| 3    | Gloria  | a 29'52"   |
| 4    | Lygie   | a 57'35"   |
| 5    | Legnano | a 1h03'55" |

### Classifica a gruppi
| Pos. | Gruppo             | Tempo      |
| ---- | ------------------ | ---------- |
| 1    | S.C. Vigor         | 269h46'52" |
| 2    | La Voce di Mantova | a 1h23'36" |
| 3    | Il Littoriale      | a 4h20'42" |